# Pišanje uz vetar
Pišanje uz vetar, petnaesti studijski album srpskog rock sastava Riblja čorba. Objavljen je 27. studenog 2001. u izdanju diskografske kuće Hi-Fi Centar.

## Popis pjesama
Tekstovi: Bora Đorđević. 
| Br. | Skladba                       | Skladatelj          | Trajanje |
| --- | ----------------------------- | ------------------- | -------- |
| 1.  | »Crno beli svet«              | Miroslav Aleksić    | 3:58     |
| 2.  | »Srbin je lud«                | Bora Đorđević       | 2:59     |
| 3.  | »Ljubav ovde više ne stanuje« | Đorđević            | 4:27     |
| 4.  | »Duša nije na prodaju«        | Vidoja Božinović    | 6:01     |
| 5.  | »Čiviluk«                     | Božinović           | 3:35     |
| 6.  | »Po livadi rosnoj«            | Đorđević            | 2:36     |
| 7.  | »Hoću, majko, hoću«           | Đorđević            | 2:58     |
| 8.  | »Daj mi lovu«                 | John Entwistle      | 3:02     |
| 9.  | »Neka me ubije grom«          | Vicko Milatović     | 4:23     |
| 10. | »Čekajući čoveka«             | Milatović           | 5:23     |
| 11. | »Prokockan život«             | Đorđević            | 3:03     |
| 12. | »Zašto sam otišao bluz«       | Aleksić / Božinović | 5:06     |
| 13. | »Nebeski narod«               | Đorđević            | 4:58     |
| 14. | »Crno beli svet (i opet)«     |                     | 1:55     |

## Izvođači
- Bora Đorđević - vokal
- Miša Aleksić - bas-gitara
- Vidoja Božinović - gitare
- Vicko Milatović - bubnjevi
- Vlada Barjaktarević - klavijature